# Mark Eden
Mark Eden wł. Douglas John Malin (ur. 14 lutego 1928 w Londynie, zm. 1 stycznia 2021) – brytyjski aktor. Występował w roli nikczemnego Alana Bradleya w serialu Coronation Street w latach 1986–1989.

## Życiorys
Urodził się w Pancras w Londynie w Anglii 14 lutego 1928 roku.
Jako Mark Eden występował w Royal Court Theatre oraz w teatrach repertuarowych w Anglii i Walii. Jego najbardziej znane role telewizyjne i filmowe to m.in.: serial Doctor Who (1964), w którym grał Marco Polo, reportera w Quatermass and the Pit w 1958, Numer 100 w The Prisoner w 1967 oraz Inspector Parker w telewizyjnych adaptacjach kilku Lordów Historie Petera Wimseya z lat 70.
Jednak rozpoznawalność przyniosła mu rola Alana Bradleya w Coronation Street, w którą wcielał się do końca grudnia 1989 po tym, jak Bradley został zabity przez tramwaj w Blackpool. W 2009 roku Eden odsłonił tablicę na przystanku tramwajowym, na którym kręcono scenę.
Po opuszczeniu Coronation Street, Eden powiedział, że otrzymał wiele ofert castingowych do ról złoczyńców. Przed serialem Eden często był obsadzany w rolach dżentelmena z wyższej klasy. Eden pracował na scenie i w słuchowiskach radiowych. Współpracował także z The Beach Boys i napisał o nich musical. Jego występy telewizyjne obejmowały grę Bouchera w jednym z odcinków Poirota. Jego autobiografia Kto na ciebie spojrzy? została opublikowana w 2010 roku.

## Życie prywatne
Był trzykrotnie żonaty. Jego pierwszą żoną była Joan Long, którą poślubił w 1953 roku. Ich syn, David (1957–2017), również został aktorem, a córka Davida (wnuczka Edena) Emma Griffiths Malin (ur. 1980) również jest aktorką. Eden i Joan rozwiedli się w 1959 roku, a Joan później poślubiła aktora Johna Le Mesuriera.
W 1971 roku ożenił się z Dianą Smith, którą poznał w 1971 roku; później zmieniła nazwisko na Diana Eden. Była od niego o osiemnaście lat młodsza. Mieli córkę Polly. W 1993 roku Eden poślubił Sue Nicholls, jego współgwiazdę na Coronation Street i córkę Lorda Harmar-Nichollsa. Pozostali małżeństwem aż do śmierci Edena.
Eden cierpiał na chorobę Alzheimera w późniejszym życiu. Został przyjęty do szpitala w listopadzie 2020 roku, gdzie zmarł wskutek choroby 1 stycznia 2021 roku w wieku 92 lat.